# 米哈伊尔·格鲁伯奇克
米哈伊尔·约瑟福维奇·格鲁伯奇克（俄语： 1906年—1940年2月22日）苏联安全人员、外交官，1937年至至1938年前往蒙古国负责指导蒙古展开大镇压，1938年5月3日至1939年1月13日担任苏联驻蒙古国全权代表，1939年1月13日被捕，1940年被处决，死后未平反。